# Chlorure de molybdène(III)
Le chlorure de molybdène(III), ou trichlorure de molybdène, est un composé chimique de formule MoCl3. Il se présente comme une poudre rouge cuivrée à brune qui peut être conservée indéfiniment à température ambiante sous atmosphère inerte mais s'oxyde et s'hydrolyse lentement dans l'air humide. Il est insoluble dans l'eau, l'acide chlorhydrique dilué, l'acétone, le tétrachlorométhane, le benzène et l'éthanol, mais est soluble dans l'acide nitrique dilué et l'acide sulfurique concentré. Il se dismute au-dessus de 410 °C en chlorure de molybdène(II) MoCl2 et tétrachlorure de molybdène MoCl4.
Il cristallise dans le système monoclinique selon une forme α et une forme β. La première est de type chlorure d'aluminium AlCl3 du groupe d'espace C2/m (no 12) avec pour paramètres cristallins a = 609,2 pm, b = 974,5 pm, c = 727,5 pm et β = 124,6°. Cette forme est constituée d'octaèdres MoCl6, chaque octaèdre étant lié à trois octaèdres voisins par des arêtes. La forme β appartient au groupe d'espace C2/c (no 15) avec les paramètres a = 611,5 pm, b = 981,4 pm, c = 1 190,6 pm et β = 91,0°. Il existe également un trihydrate.
Le chlorure de molybdène(III) peut être obtenu en faisant réagir du chlorure de molybdène(V) (MoCl5)2 avec de l'hydrogène H2, du chlorure d'étain(II) SnCl2 ou du molybdène métallique :
MoCl5 + H2 ⟶ MoCl3 + 2 HCl ;
MoCl5 + SnCl2 ⟶ MoCl3 + SnCl4 ;
3 MoCl5 + 2 Mo ⟶ 5 MoCl3.
Le chlorure de molybdène(III) forme un complexe MoCl3(thf)3 avec le tétrahydrofurane (THF). Ce solide orange pâle est obtenu en réduisant une solution de MoCl2(thf)2 avec de l'étain réduit en poudre. Il présente une géométrie oactaédrique, avec un spectre infrarouge dépourvu de raies intenses dans le domaine de 900 à 1 000 cm−1, caractéristique des espèces oxo du molybdène. Ce complexe peut donner de l'hexa(tert-butoxy)dimolybdène(III) ((CH3)3CO)3Mo≡Mo(OC(CH3)3)3 par métathèse avec le tert-butylate de lithium LiOC(CH3)3 :
2 MoCl3(thf)3 + 6 LiOBu-t ⟶ Mo2(OBu-t)6 + 6 LiCl + 6 thf.